# Gudrun Ensslin
Gudrun Ensslin, nemška teroristka, soustanoviteljica teroristične skupine Frakcija rdeče armade, * 15. avgust 1940, Bartholomä, † 18. oktober 1977, Stuttgart.
Januarja 1968 sta Gudrun Ensslin in Andreas Baader, ki sta se spoznala poleti leta 1967 ustanovila teroristično skupino z imenom Frakcija rdeče armade. Po dveh požarih v trgovskih centrih v Frankfurtu 2. aprila 1968 so bili aretirani štirje člani skupine, Baader, Ensslinova, Thorwald Proll ter Horst Söhnlein. Oktobra 1968 so bili vsi štirje obsojeni na tri leta zaporne kazni, a so bili po pritožbi izpuščeni že junija 1969. Kasneje je bila pomilostitev sicer preklicana, vsi štirje pa so takrat že izginili. Baaderja so ponovno aretirali 3. aprila 1970, a sta ga Ensslinova in Ulrike Meinhof s pomočjo še dveh pripadnic Frakcije iz zapora rešili že 14. maja 1970, pri tem pa je bila ubita ena oseba. Po tej akciji je RAF postala še bolj agresivna, Ensslinova pa je postala ena najbolj iskanih teroristk v Nemčiji. Aretirali so jo 8. junija 1972 v Hamburgu.
Po obsodbi so jo iz zapora večkrat poskušali rešiti pripadniki tako imenovane druge generacije RAF. V enem od poskusov so 5. septembra 1977 ugrabili Hansa Martina Schleyerja, a s tem niso dosegli izpustitve Ensslinove. Zato so 17. oktobra pripadniki RAF ugrabili letalo Lufthanse na letu 181. Letalo so kasneje osvobodili pripadniki GSG-9, teroristi pa so za kazen ustrelili Schleyerja in njegovo truplo pustili v prtljažniku avtomobila v Franciji. Prihodnje jutro so v celicah našli mrtva pripadnika RAF Baaderja in Ensslinovo, tretja pripadnica RAF, Irmgard Möller pa je bila težko ranjena. Baader je bil najden s strelno rano v prsih, Ensslinova je bila obešena v celici, Möllerjeva pa je imela hude vbodne rane v prsih. Uradno poročilo je obe smrti označilo kot samomor, vbodne rane Möllerjeve pa kot poskus samomora. Kljub temu obstaja velika verjetnost, da je šlo pri smrtih za uprizorjene samomore, kar je kasneje trdila tudi Möllerjeva.